# Entosphenus similis
Entosphenus similis – gatunek  bezżuchwowca z rodziny minogowatych (Petromyzontidae). 

## Zasięg występowania
Zach. USA: dorzecze rzeki Klamath (oraz jezioro Klamath), w stanach Oregon i Kalifornia.

## Budowa ciała
osiąga 13 - 27 cm długości całkowitej (średnio 19 cm). Wzdłuż ciała 58 - 65 miomerów Procentowe proporcje długości poszczególnych części ciała są następujące: odcinek przedskrzelowy 13 - 16,4% długości całkowitej, odcinek skrzelowy 8,2 - 11,8%, tułów 42,5 - 52%, ogon 27 - 34,9%, przyssawka 7,8 - 10,5%, oko 1,4 =- 2,7%. Średnica jelita u najedzonego osobnika wynosi ok. 4,5 mm. Płetwa ogonowa ma kształt łopatkowaty.
Ubarwienie cała zakonserwowanego osobnika jest ciemnobrązowe, łączne ze stroną brzuszną.

## Biologia i ekologia
Gatunek słodkowodny, osiadły. Żyje w dużych rzekach, jeziorach oraz zbiornikach zaporowych. Prowadzi pasożytniczy tryb życia. 

## Znaczenie
Być może atakuje gatunki ryb o znaczeniu gospodarczym, choć nie jest to pewne.